# Aarwangen
Aarwangen es una comuna suiza del cantón de Berna, situada en el distrito administrativo de Alta Argovia. 

## Geografía
La comuna de Aarwangen está situada a 15 kilómetros de la ciudad de Soleura y a 3 kilómetros al norte de Langenthal, sobre los bordes del Aar, en la región llamada Alta Argovia (Oberaargau). Este pequeño centro rural se industrializó en el transcurso del siglo XX.
Aarwangen limita al norte con Schwarzhäusern y Wynau, al este con Roggwil, al sur con Langenthal y Thunstetten, y al oeste con Graben y Bannwil. El centro urbano de la comuna incluye los barrios de Bleuerain, Mumenthal, Schürhof, Vorstadt, Hard y Moosberg. Fuera del área urbana se encuentran las localidades de Haldimoos y Meiniswil.

## Historia
La presencia de los Romanos en la región fue corroborada gracias al descubrimiento de monedas imperiales de los siglos siglo III y IV.
Aarwangen es mencionada por primera vez en 1212. El castillo y el puente datan de esta época. Aarwangen se convierte de esta forma en un peaje (mencionado en 1313) y desarrolla su mercado al mismo tiempo, aunque sin obtener las franquicias. El puente, el castillo, el pueblo y la baja justicia, que incluía Bannwil y Graben, pertenecían a los caballeros de Aarwangen y formaban el centro de su señoría. La alta justicia era ejercida por el landgraviato de Borgoña, que pasaría a Berna en 1406. La capilla de la Santa Cruz (mencionada en 1331) dependía de la iglesia de Wynau. En 1482, Berna decide confiar igualmente Bannwil al capellán de Aarwangen. Tras la construcción de la iglesia actual en 1577, Aarwangen se separa de Wynau, dejando a Bannwil como filial.
Con la compra de la señoría por parte de Berna en 1432, Aarwangen se convirtió en capital de la nueva bailía, ganando en importancia. Los habitantes se libertaron en 1439 del vasallaje y fueron obligados por Berna a cumplir con las obligaciones de tipo servicio militar, fiscal y de prestación personal de acarreo. Entre las ciudades y pueblos que gozan del derecho de tener un mercado, Aarwangen fue en 1468/1478 el único autorizado a comerciar la sal, el hierro, el acero y los textiles. Su mercado tuvo una existencia efímera debido, probablemente, a la gran proximidad del mercado de Langenthal; el mercado desapareció en 1515 tras el incendio del pueblo y no fue restablecido hasta 1795 a petición de la comuna. 
A pesar de una corta interrupción en 1802, Aarwangen fue la sede de la prefectura, pero cede ese papel a Lagenthal en 1844, quedando solamente en el castillo el tribunal, la cancillería y la prisión. Schwarzhäusern se unió a la parroquia de Aarwangen en 1871. El Kornhaus fue de 1862 a 1988 un establecimiento público de educación para hombres; la escuela secundaria fue abierta en 1933. Hasta la Segunda Guerra Mundial, Aarwangen fue solo un pequeño centro rural con algunas escuelas de agricultura, una caja de ahorros, una cooperativa lechera y frutera, así como una "fábrica" de quesos. En 1857, Aarwangen había sido desfavorizada por el trazado del ferrocarril central, y su enlace con la línea de vía estrecha Langenthal-Niederbipp (1907) la orientó económicamente hacia Langenthal (donde trabaja la mayoría del 66% de la población que trabaja fuera de la comuna, 1990), además no la ayudó a industrializarse ella misma. Las industrias ligeras siguieron dominando: fábricas de tejido de lana y de guantes, todas dos hasta 1989. Desde los años 1960, la fabricación de máquinas textiles se desarrolló en la zona industrial y comercial del Hard. Fue capital del distrito de Aarwangen hasta el 31 de diciembre de 2009, fecha de su disolución.

## Transporte

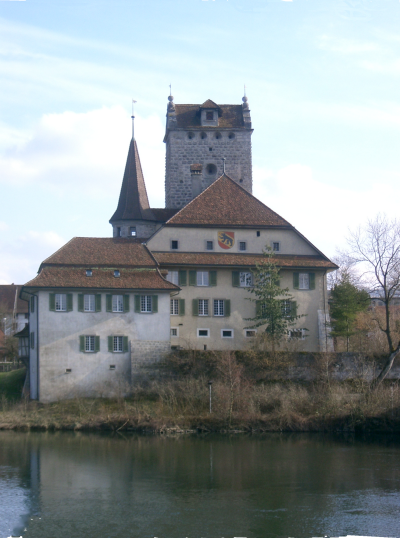
Castillo de Aarwangen

- Línea ferroviaria privada Langenthal - Niederbipp - Soleura (ASM)
- Autopista A1 Berna - Zúrich,  salida 43 Niederbipp

## Curiosidades
- Iglesia protestante, construida en 1576-1577 en estilo gótico tardío. Está ornada de vitrales con escudos, los del coro remontan a la época de la construcción.
- Tierlihaus (casa de animales) desde 1767 pertenecía al propietario de una casa de fieras ambulante, que hizo pintar la fachada con animales exóticos.
- Castillo, en un principio propiedad de los señores de Aarwangen, luego de los Grünenberg. En 1432, se convirtió en la residencia del baile bernés.

## Ciudades hermanadas
- Vodňany.